# Glasbjörksguldmal
Glasbjörksguldmal (Phyllonorycter cavellus) är en fjärilsart som först beskrevs av Philipp Christoph Zeller 1846.  Glasbjörksguldmal ingår i släktet guldmalar, och familjen styltmalar. Arten är reproducerande i Sverige.